# 久々利村
久々利村（くくりむら）は、かつて岐阜県可児郡にあった村である。

## 概要
現在の可児市南東部、久々利川流域に該当する。
村名は、かつて存在した荘園（久々利荘）に由来する。また「くくり」は、景行天皇が造営した仮宮、「泳の宮」（くぐりのみや）に由来するという。
美濃焼の古窯が見つかっており、美濃焼発祥の地であるという説もある。

## 歴史
- 江戸時代初期 - この地域は美濃国可児郡に属し、尾張藩領で木曾衆の千村平右衛門家の千村陣屋と久々利九人衆の屋敷があった。
- 1875年（明治8年） - 旧来の久々利村、および丸山村、佐渡村、原見村、平柴村、我田村、酒井村が合併し発足。
- 1889年（明治22年）7月1日 - 柿下村と合併し、改めて久々利村が発足。
- 1955年（昭和30年）2月1日 - 今渡町、広見町、土田村、平牧村、春里村、帷子村と合併し可児町が発足。同日久々利村廃止。

## 学校
- 久々利村立久々利小学校（1968年に学区再編。現・可児市立東明小学校）
- 可児郡中部中学校（現・可児市立中部中学校）

## 観光
- 久々利城址
- 泳宮古蹟（泳の宮伝承地）
- 八坂入彦命墓（崇神天皇皇子）
- 大萱古窯跡

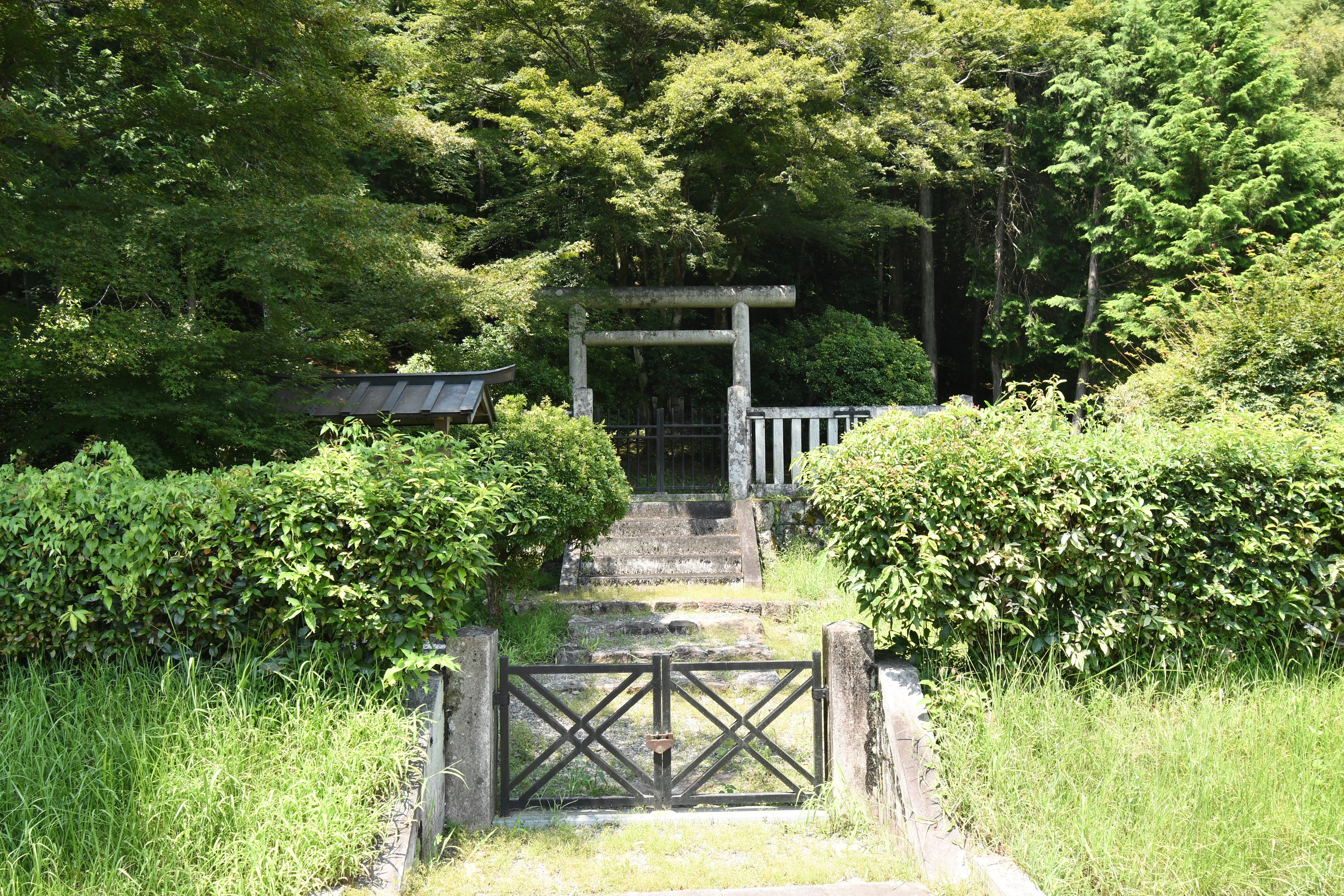
八坂入彦命墓

  - 1930年、陶芸家荒川豊蔵が、この古窯跡で志野焼陶片を発掘。安土桃山時代の志野焼が瀬戸ではなく美濃で製作されたことを実証した。